# Nus molecular

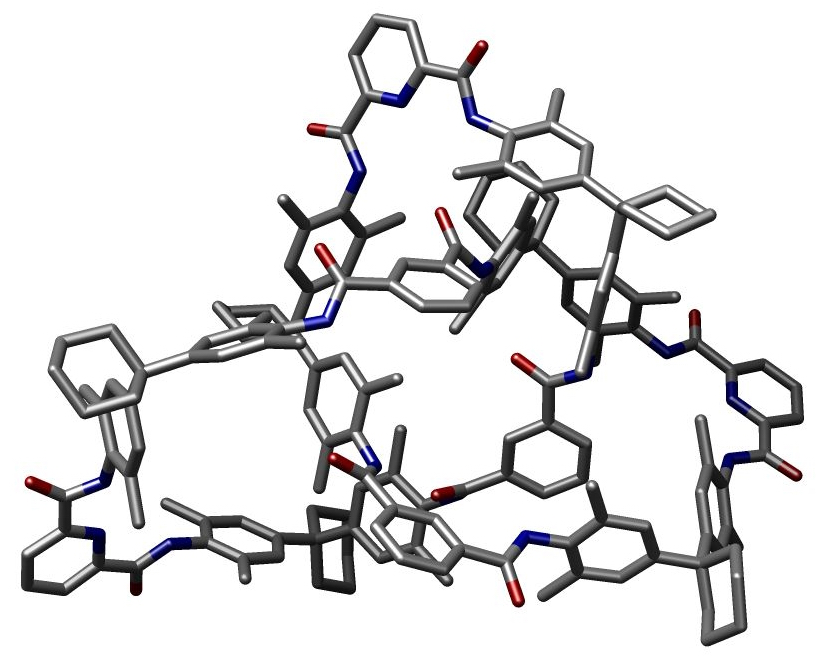
Nus molecular descrit per Vögtle i col·laboradors el 2000

Un nus molecular és una entitat molecular consistent en una cadena llarga de carbonis i altres heteroàtoms que forma un nus sobre ella mateixa.
El químic alemany Fritz Vögtle proposà el 2000 el nom "knotane" per aquest tipus de composts, que deriva del mot anglès "knot", que significa nus. Aquest nom no ha sigut adoptat encara per la Unió Internacional de Química Pura i Aplicada (IUPAC). En català podria ser "knotà" si es deriva del mot anglès "knot", o "nusà" si es deriva del mot català "nus". En qualsevol cas sembla que ha d'acabar amb el sufix "-à" com apareix a rotaxà i a catenà, composts també amb estructures complexes.
A la natura hi ha nusos moleculars a algunes proteïnes i a l'ADN. La lactoferrina té una reactivitat bioquímica inusual en comparació al seu anàleg lineal. Aquests nous composts tindran importants aplicacions en nanotecnologia.